# Nick D'Virgilio
Nicholas D'Virgilio (né le 12 novembre 1968) souvent appelé NDV, est un batteur et musicien multi-instrumentiste américain, surtout connu comme membre du groupe de rock progressif Spock's Beard. Il est également l'un des deux batteurs choisis pour remplacer Phil Collins dans Genesis sur l'album Calling All Stations. Il travaille également en session avec de nombreux artistes dont Tears for Fears et Mystery, et est membre officiel de Big Big Train.

## Carrière

### Spock's Beard
D'Virgilio est le batteur de Spock's Beard depuis le début du groupe au début des années 1990. Après le départ de Neal Morse en 2002, D'Virgilio reprend le chant et devient le leader du groupe lors de performances live. Dans ce line-up, Spock's Beard enregistre par la suite quatre albums, Feel Euphoria, Octane, Spock's Beard, et X, avant le départ de D'Virgilio en 2011.

### Giraffe et Kevin Gibert
En 1994, D'Virgilio rejoint le groupe reformé de Kevin Gilbert Giraffe pour une représentation unique de l'album de Genesis The Lamb Lies Down on Broadway au Progfest '94. En 1995, il joue de la batterie dans le cadre du groupe de tournée de Gilbert, Thud, qui enregistre un album live, Live at the Troubadour, sorti en 1999. Après la mort de Gilbert en 1996, D'Virgilio est invité par les héritiers de Gilbert à terminer son deuxième album solo, The Shaming of the True, basé sur les bandes existantes et les notes de Gilbert. Shaming sort à titre posthume en 2000 avec D'Virgilio sur de nombreux morceaux contribuant à la batterie, aux percussions, à la basse, à la guitare, aux claviers et aux chœurs. En novembre 2002, D'Virgilio joue en tête d'affiche du Progwest à Claremont, en Californie et interprète l'intégralité de l' album The Shaming of the True dans un groupe composé d'autres amis et collègues de Gilbert. En 2008, des cassettes vidéo du concert de Troubadour sont découvertes pour la première fois, conduisant à un DVD, intitulé Welcome to Joytown - Thud Live at The Troubadour, sorti en 2009.[réf. nécessaire]

### Genesis et Mike Keally Band
Fan de longue date du groupe de rock progressif Genesis, D'Virgilio a l'occasion de remplacer Phil Collins à la batterie pour leur album de 1997 Calling All Stations. D'Virgilio y partagé les tâches de batterie avec Nir Zidkyahu. Cependant, c'est ce dernier qui sera retenu pour la tournée européenne de concerts en 1998.
D'Virgilio est membre à part entière du Mike Keneally Band de 2001 à 2004, jouant sur la tournée de soutien de l'album 2000 de Keneally Dancing et plus tard fournissant la batterie et le chant sur l'album 2004 Dog, comme on peut le voir sur le DVD inclus dans le cadre de l' Dog Special Edition en direct et en studio. Le batteur précédent de Keneally, Joe Travers, prend la place de D'Virgilio dans le groupe pour la prochaine tournée de Guitar Therapy.

### Projets solo, Big Big Train et divers
Le premier album solo de D'Virgilio, Karma, est enregistré en 2001 dans l'ancien studio de Kevin Gilbert, Lawnmower and Garden Supplies Studio, à Pasadena. L'album comprend des performances de Mike Keneally et Bryan Beller, les coéquipiers de D'Virgilio dans The Mike Keneally Band. D'Virgilio est également l'ingénieur en chef de l'album solo de Beller, View, enregistré dans le même studio que Karma .
D'Virgilio remplace Mark Zonder lors de la tournée estivale de Fates Warning avec Dream Theater et Queensrÿche en 2003. Les engagements antérieurs de Zonder l'empêchent de prendre part à la tournée, et il cesse de jouer avec le groupe après sa sortie en 2005 FWX en raison d'une aversion pour les tournées. D'Virgilio joue avec le groupe sur une poignée de concerts soutenant cet album et apparait sur la sortie DVD 2006 Live in Athens . D'Virgilio est également présent sur l'album 2007 de Jordan Rudess, The Road Home .
Après avoir été invité pour trois titres de l'album de Big Big Train en 2007, The Difference Machine, il est présenté comme un « invité permanent » sur The Underfall Yard (2009) et rejoint ensuie le groupe en tant que membre à part entière, apparaissant sur l'EP 2010 Far Skies. Deep Time, English Electric Part One (2012), English Electric Part Two (2013), the Wassail EP (2015), et plus récemment Folklore (2016), Grimspound (2017), The Second Brightest Star (2017) et Grand Tour (2019).
Le 26 juillet 2011, D'Virgilio sort un EP solo intitulé Pieces . Il donne un concert à Québec, au Canada, interprétant l'EP dans son intégralité avec des musiciens locaux le jour de la sortie de l'album.

### Départ puis retour dans Spock's Beard
Le 18 novembre 2011, D'Virgilio annonce qu'il a quitté Spock's Beard, à cause de son travail avec le Cirque du Soleil :  « C'est très difficile pour moi d'écrire ceci, mais comme toutes les bonnes choses se terminent à un moment ou un autre, malheureusement, je dois vous dire à tous que mon temps avec Spock's Beard est arrivé à sa fin. » 
Au début de 2014, D'Virgilio apparait sur l'album de Strattman The Lie of the Beholder déclarant: « Enregistrer la batterie pour le disque de Roy était une explosion totale. Je suis vraiment honoré qu'il m'ait demandé de faire partie de sa nouvelle aventure musicale. Le disque est génial et, du point de vue d'un batteur, j'ai pu y frapper fort et j'ai été mis au défi par les chansons - 2 choses que les batteurs adorent. J'ai vraiment apprécié tout le processus et la musique. »
En juillet 2016, D'Virgilio et Neal Morse rejoignent Spock's Beard pour les deux seules performances de l'album Snow, d'abord au Morsefest le 2 juillet puis pour Night of the Prog, à Loreley, en Allemagne, le 15 juillet.
En août 2016, le trio rock The Fringe sort son premier album éponyme, mettant en vedette D'Virgilio à la batterie et au chant, Jonas Reingold de The Flower Kings à la basse et Randy McStine (Lo-Fi Resistance) au chant et aux guitares.
En 2018, il est annoncé que D'Virgilio revient dans Spock's Beard en tant que batteur de studio après le départ de Jimmy Keegan . Il apparaît sur leur 13e album studio, Noise Floor . On ne sait pas si D'Virgilio continuera à enregistrer avec le groupe, qui a désigné Mike Thorne (anciennement de Saga) comme batteur de concert.

## Vie privée
D'Virgilio vit à Fort Wayne dans l'Indiana avec sa femme Tiffany et ses deux enfants Anthony et Sophia.

## Discographie

### Albums solo
- Karma (2001)
- Pieces (EP) (2011)
- Invisible (2020)

### Spock's Beard
| - The Light (1995) - Beware of Darkness (1996) - The Kindness of Strangers (1998) - Day for Night (1999) - V (2000) - Snow (2002) - Feel Euphoria (2003) - Octane (2005) - Spock's Beard (2006) - X (2010) - Noise Floor (2018) | - The Light (1995) - Beware of Darkness (1996) - The Kindness of Strangers (1998) - Day for Night (1999) - V (2000) - Snow (2002) - Feel Euphoria (2003) - Octane (2005) - Spock's Beard (2006) - X (2010) - Noise Floor (2018) |

### Big Big Train
- The Difference Machine (2007)
- The Underfall Yard (2009)
- Far Skies Deep Time (2010)
- English Electric Part One (2012)
- English Electric Part Two (2013)
- Make Some Noise (2013)
- English Electric: Full Power (2013)
- Wassail (2015)
- Folklore (2016)
- Grimspound (2017)
- The Second Brightest Star (2017)
- Grand Tour (2019)

### The Fringe
- The Fringe (2016)

### Collaborations
- Calling All Stations (1997) (de Genesis)
- Tomcats Screaming Outside (2001) (de Roland Orzabal)
- The Kaviar Sessions (2002) (de Kaviar)
- A Fair Forgery of Pink Floyd (2003) (Astronomy Domine) (de Mike Keneally Band)
- Dog (2004) (de Mike Keneally Band)
- Live in Athens (2005) (de Fates Warning)
- Secret World Live in Paris (2006) (de Tears For Fears)
- Voice in The Light (2007) (de Amaran's Plight)
- A Tribute to the Lamb Lies Down on Broadway (2008) (de Rewiring Genesis)
- The Old Road (2008) (de Martin Orford)
- The Face of the Unknown (2010) (de Aeon Zen)
- The Philadelphia Experiment (2010) (de Frost*)
- The World Is a Game (2012) (de Mystery)
- The Man Left in Space (2013) (de Cosmograf)
- Capacitor (2014) (de Cosmograf)
- The Lie of the Beholder (2014) (de Strattman)
- New World (2014) (de Dave Kerzner)
- The Unreasonable Silence (2016) (de Cosmograf)
- The Dreaming Street (2016) (de The Dreaming Street)
- Essential Blues (2017) (de Carl Verheyen)